# راپالا
راپالا (انگلیسی: Rapala) شرکت تجهیزات ورزشی فنلاندی است، که در سال ۱۹۳۶ تأسیس شد.